# 深掘りRIE
深掘りRIE（ふかほりアールアイイー、Deep RIE）とは、反応性イオンエッチング (RIE) の一つで、アスペクト比の高い（狭く深い）反応性イオンエッチングをいう。アスペクト比が高いことから高アスペクト比エッチングとも言われる。「深堀り」は誤字。「深掘りエッチング」とも呼ばれる。
半導体デバイスのDRAMなどでは耐圧を上げたり大きなコンデンサを作製する場合に使われる。また、MEMSにおけるバルクマイクロマシニングの主要な作製技術であり、多くのデバイスはこの方法を用いて作製されている。
深く掘る手法は通常高密度プラズマを使い、サンプルを低温に冷やす方法とボッシュプロセスと呼ばれるエッチング技術を用いる方法、その両方を用いるものがある。
高密度プラズマを発生する方法は主に、誘導結合プラズマ (ICP) RIEが用いられる。ECR-RIE (Electron Cyclotron Resonance-RIE) と呼ばれるマイクロ波を用いた方法もあるが、装置が高くなるためICP-RIEが主流となっている。
MEMSではより深いエッチングが要求されるので、ボッシュプロセスと呼ばれるエッチング側面の保護とエッチングを繰り返し行うエッチング方法が用いられる。

## ボッシュプロセス
ボッシュプロセス (Bosch process) は、ドイツのロバート・ボッシュ社のフランツ・レルマー (Franz Lärmer) とA・シルプ (A. Schilp) によって1992年に開発されたシリコンの深掘りエッチング技術である。エッチングとエッチング側壁保護を繰り返しながら行うエッチング手法でアスペクト比の高いエッチングが可能である。カタログに表示されるアスペクト比は50程度であるが、研究段階や特定のパターンに最適化した場合は100程度にすることもできる。
プロセスは以下の2つの処理を繰り返す。場合によってはさらにステップが増えることもある。
- エッチングステップ：主に六フッ化硫黄 (SF6) を用いて等方エッチングを行う。エッチング穴底面に保護膜が付いている場合があるので底面の保護膜を除去する働きもある。
- 保護ステップ：テフロン系のガス（C4F8など）を用いて側壁を保護する。側壁を保護することで横方向のエッチングを抑制する。

保護膜により横方向のエッチングが抑制されるため細く深い（高アスペクト比）穴を掘ることができる。側壁の角度はほぼ垂直にすることができ、また、プロセス条件を変えることで他の角度にもできる。垂直のエッチングができるため、マスクパターン形状を保持した厚い構造が作製できる。